# Tour Triangle
Cet article concerne le projet parisien d'immeuble de grande hauteur. Pour la tour d'habitation de Montpellier, voir tour Le Triangle. Pour les autres homonymes, voir Triangle (homonymie).
La tour Triangle est un gratte-ciel en construction au parc des expositions de la porte de Versailles (15e arrondissement de Paris). Les travaux de cet immeuble de grande hauteur ont commencé à la fin de l'année 2021.
Le chantier de cet édifice de 180 mètres de hauteur, relancé en 2011 par la mairie de Paris, aurait dû débuter en 2013-2014.
En proie à l'opposition de certains riverains et quelques associations écologistes et conservatrices , le projet est rejeté par le Conseil de Paris le 17 novembre 2014, malgré le soutien de la maire de Paris nouvellement élue, Anne Hidalgo.
Il est finalement approuvé lors d'une délibération du conseil de Paris le 30 juin 2015. Le 9 novembre 2017, l'association Vision Grand Paris présente son soutien au projet.
En novembre 2021, la presse annonce finalement que la construction commencera avant la fin de l'année, avec une livraison prévue en 2026. À la suite des difficultés financières liées à la crise du Covid, le groupe Unibail-Rodamco-Westfield s'est associé à Axa pour obtenir des financements permettant de lancer le projet. La construction est confiée à l'entreprise belge BESIX, également constructeur de la Burj Khalifa, la plus haute tour du monde à Dubaï.
Le chantier a démarré tout à la fin de l'année 2021, comme annoncé deux mois plus tôt par Unibail Rodamco Westfield, il doit s'achever avec l'ouverture de la tour en 2026.

## Présentation
Appelé « Triangle », il s'agit d'un édifice de forme pyramidale à l’égyptienne qui devrait voir le jour en 2026 (la date de construction a été repoussée plusieurs fois), à la Porte de Versailles, dans le 15e arrondissement de Paris. Triangle est conçu par les architectes suisses de l'agence Herzog & de Meuron pour le compte de la SCI Tour Triangle, et il est financé dans le cadre d'un bail à construction de 80 ans par cette filiale de Viparis holding, émanation de la CCIP et de la société Unibail-Rodamco SE, et société sœur de la société d'exploitation du parc des expositions de la Ville de Paris, porte de Versailles.
La hauteur du bâtiment est prévue à 180 mètres pour 44 étages, ce qui en ferait le troisième plus haut édifice de la capitale après la tour Eiffel (330 m) et la tour Montparnasse (209 m), à égalité de hauteur avec les tours Duo dans le 13e arrondissement.
L’édifice repose sur une emprise de forme trapézoïdale, d'une longueur à la base d'environ 200 mètres, avec une largeur à la base de 35 mètres et une largeur au sommet de 16 mètres. Ses façades seront largement vitrées. Triangle doit être occupé par des bureaux, des salles de congrès et de réunion, un hôtel, des commerces sur rue et des espaces accessibles au public comprenant un grand atrium, des belvédères et un restaurant panoramique.
Son positionnement est prévu pour ne générer des ombres portées que sur les halls du Parc des expositions principalement. Le bâtiment doit se situer sur un axe sud-ouest–nord-est, entre le boulevard périphérique et les boulevards des Maréchaux, juste au sud du Palais des sports, le long de l'avenue Ernest-Renan.
Une partie de son énergie doit être fournie par des capteurs solaires et par de la géothermie. L'immeuble est conçu pour éviter les effets de courants d’air au sol. Le projet est notamment soumis à une double certification HQE et BREEAM.
Ce projet prévoit également la création d'un jardin public d’environ 8 000 m2 qui s'étendra le long du boulevard Victor et permettra, selon ses promoteurs, une transition harmonieuse entre l’espace public et les halls du Parc des expositions.

## Histoire du projet

### Construction
La construction nécessite une modification du PLU de Paris approuvé en 2006 (via une procédure de révision simplifiée), pour le déplafonnement au-delà de 37 mètres et le changement de destination de la zone, par classement en zone UG sans COS, la zone urbaine de grands services urbains actuelle (UGSU) ne permettant pas la réalisation de bureaux, ainsi que le dépôt ultérieur d'un permis de construire.
Le projet a fait l'objet de débats entre citoyens et élus via Internet ou des ateliers participatifs à l'initiative de la mairie de Paris.
Une enquête publique portant sur la révision simplifiée du PLU est organisée et se déroule du 17 novembre au 20 décembre 2011 à la mairie du 15e. Le rapport du commissaire enquêteur est rendu public en avril 2012,. Le commissaire enquêteur a émis dans son rapport un avis favorable au projet de révision simplifiée du PLU, assorti de trois réserves,.
Les débats autour de la tour Triangle (parfois également appelée Tour Pyramide) commencent mi-2008, lorsque le projet de construire une nouvelle tour de 180 mètres de haut au cœur du Parc des expositions de la porte de Versailles est rendu public par le maire de Paris, Bertrand Delanoë, et sa première adjointe, Anne Hidalgo, chargée de l'urbanisme et de l'architecture.
Le 9 juillet 2013, par une faible majorité, le conseil de Paris lève les dernières réserves et entérine la modification du PLU devant permettre l’édification de la tour Triangle. Le 15 juillet débutent les travaux de reconfiguration du pavillon 1, nécessaires à la libération du site pour la tour. Le chantier devrait se poursuivre jusqu'à l’automne 2014, tout en permettant le maintien des manifestations programmées dans ce pavillon.

### Votes en Conseil de Paris
Plusieurs associations et partis politiques combattent ce projet. Ils sont regroupés au sein d'un collectif. Le 17 novembre 2014, le Conseil de Paris vote, au scrutin secret, par cinq voix de majorité, contre la construction de cet immeuble. Toutefois, la maire de Paris saisit le tribunal administratif, estimant que le vote est entaché d'irrégularités, notamment du fait que pendant le vote, censé être à bulletin secret, des élus de l'opposition ont ostensiblement montré leur bulletin avant de le glisser dans l'urne. Cette soumission pourrait dépendre d'abord de l'issue de la saisie du tribunal administratif, qui fait elle-même l'objet d'une question prioritaire de constitutionnalité soulevée par l'opposition municipale. Le promoteur, Unibail-Rodamco, modifie son projet en vue de pouvoir le soumettre de nouveau.
Légèrement amendé en intégrant un hôtel quatre étoiles de 120 chambres, 2 200 m2 d'espaces de cotravail et un équipement culturel de 540 m2, le projet est de nouveau présenté au Conseil de Paris le 30 juin 2015 et adopté par 87 voix pour et 74 contre. Six élus UDI (Éric Azière, Leïla Diri, Éric Helard, Olga Johnson, Valérie Nahmias et Anne Tachene) se prononcent en faveur de ce projet, de même que plusieurs élus LR (ex-UMP) : Bernard Debré, Jérôme Dubus, Pierre Lellouche, Rachida Dati, Emmanuelle Dauvergne et Jeanne d'Hauteserre, malgré les consignes de Nathalie Kosciusko-Morizet. Le PS, le PCF et le PRG apportent leur soutien en arguant d'un renforcement de l’attractivité économique de la ville, où une partie du parc de bureaux serait obsolète, et de la création d’emplois, alors que le groupe EELV maintient son opposition à un projet jugé trop « énergétivore », de même que la conseillère Danielle Simonnet du Parti de Gauche qui vote contre. Selon la mairie, le chantier commencerait début 2017, pour une livraison au premier trimestre 2020.

### Recours et procédures
Après une audience le 12 avril 2019, le tribunal administratif de Paris rejette, par un jugement du 6 mai 2019, les recours déposés par trois associations et huit conseillers de Paris contre le permis de construire,,.
Par une décision lue le 14 juin 2019, le Conseil d'État rejette les demandes de quatre associations de suspendre un décret pris en application de la loi « olympique » modifiée par la loi ELAN et relatif à la construction de la tour Triangle en amont des Jeux olympiques de Paris 2024,,.
En juin 2021, le parquet national financier (PNF) ouvre une enquête préliminaire concernant des soupçons de « favoritisme » et de « recel de favoritisme » autour du projet de la tour Triangle. En juillet 2020, Rachida Dati, maire LR du 7e arrondissement de Paris, avait fait un signalement à la justice concernant ce projet, et l’association Anticor avait déposé une plainte avec constitution de partie civile en février 2021.

### Lancement du chantier
Début novembre 2021, le consortium qui porte le projet annonce que le chantier commencera d'ici la fin de l'année 2021. Le maire du 15e arrondissement, Philippe Goujon, confirme son opposition, tandis qu’Émile Meunier, le président de la Commission Urbanisme et Logement de la Ville de Paris, qualifie le projet de « projet du siècle dernier ».
En dépit des polémiques et de la controverse, les travaux préparatoires démarrent finalement le vendredi 10 décembre 2021, et le chantier à proprement parler le 9 février 2022.
Le 26 septembre 2024, un ouvrier trouve la mort sur le chantier après la chute d'une poutre.

### Galerie du chantier

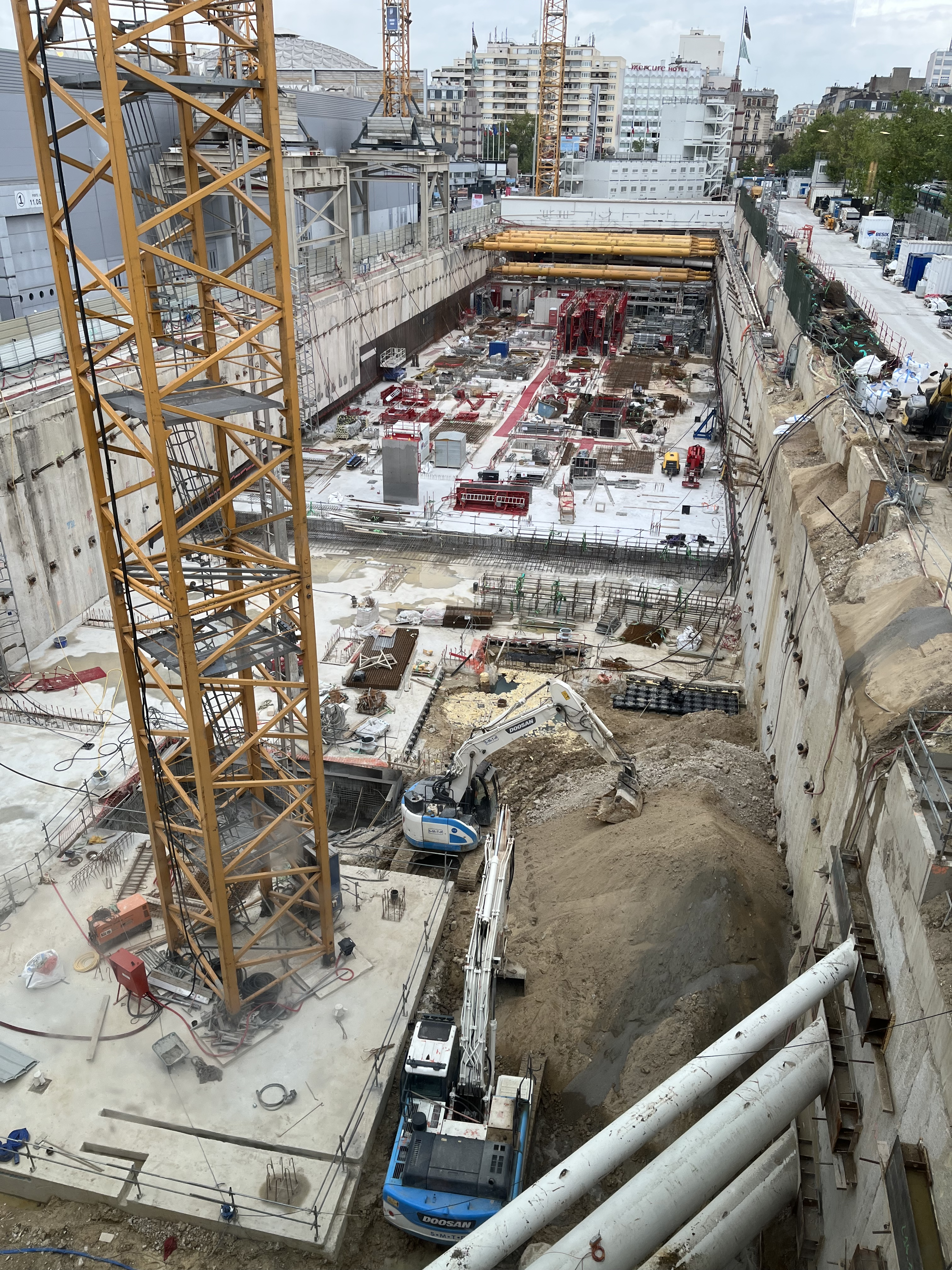
2023
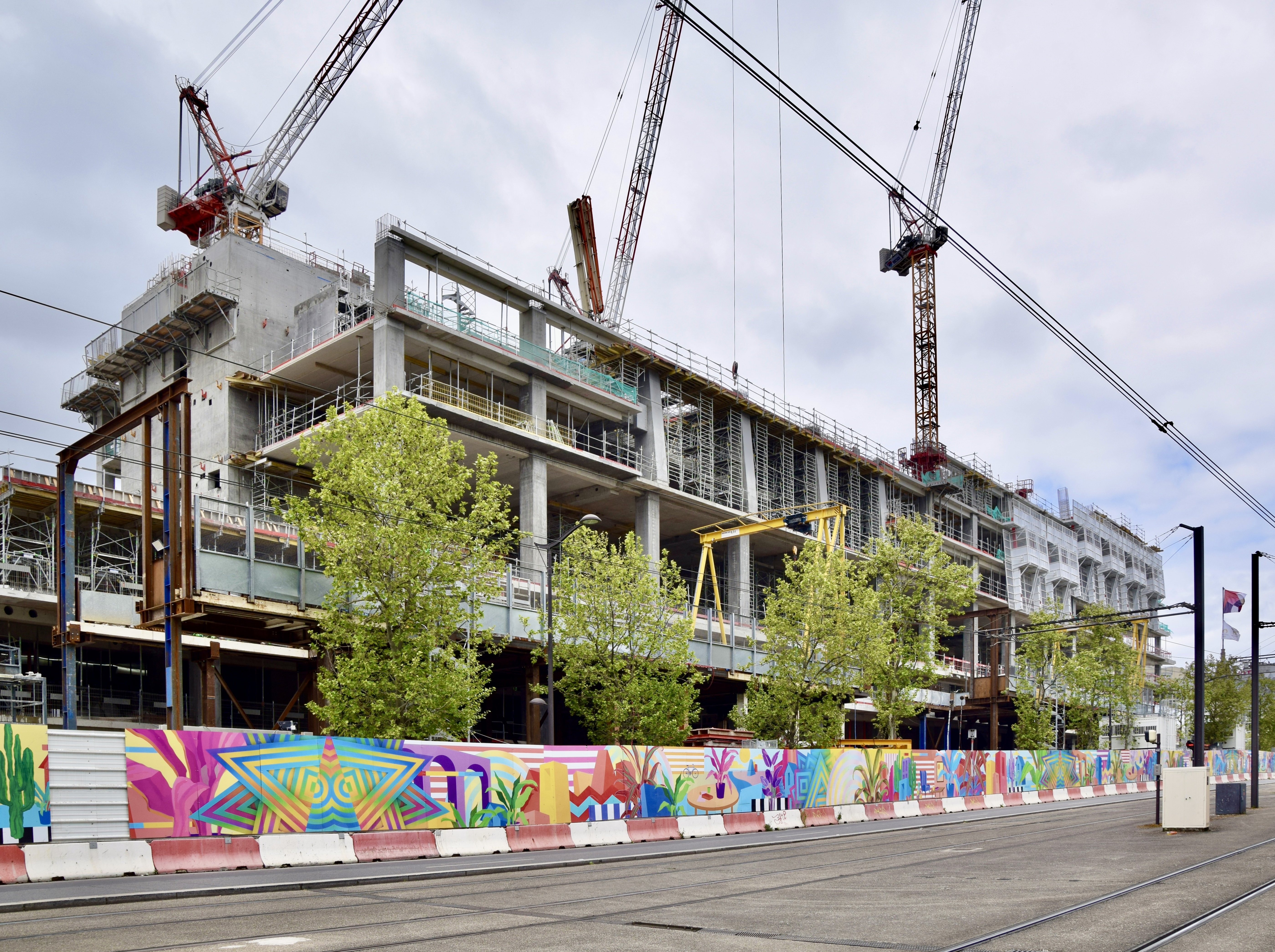
Avril 2024
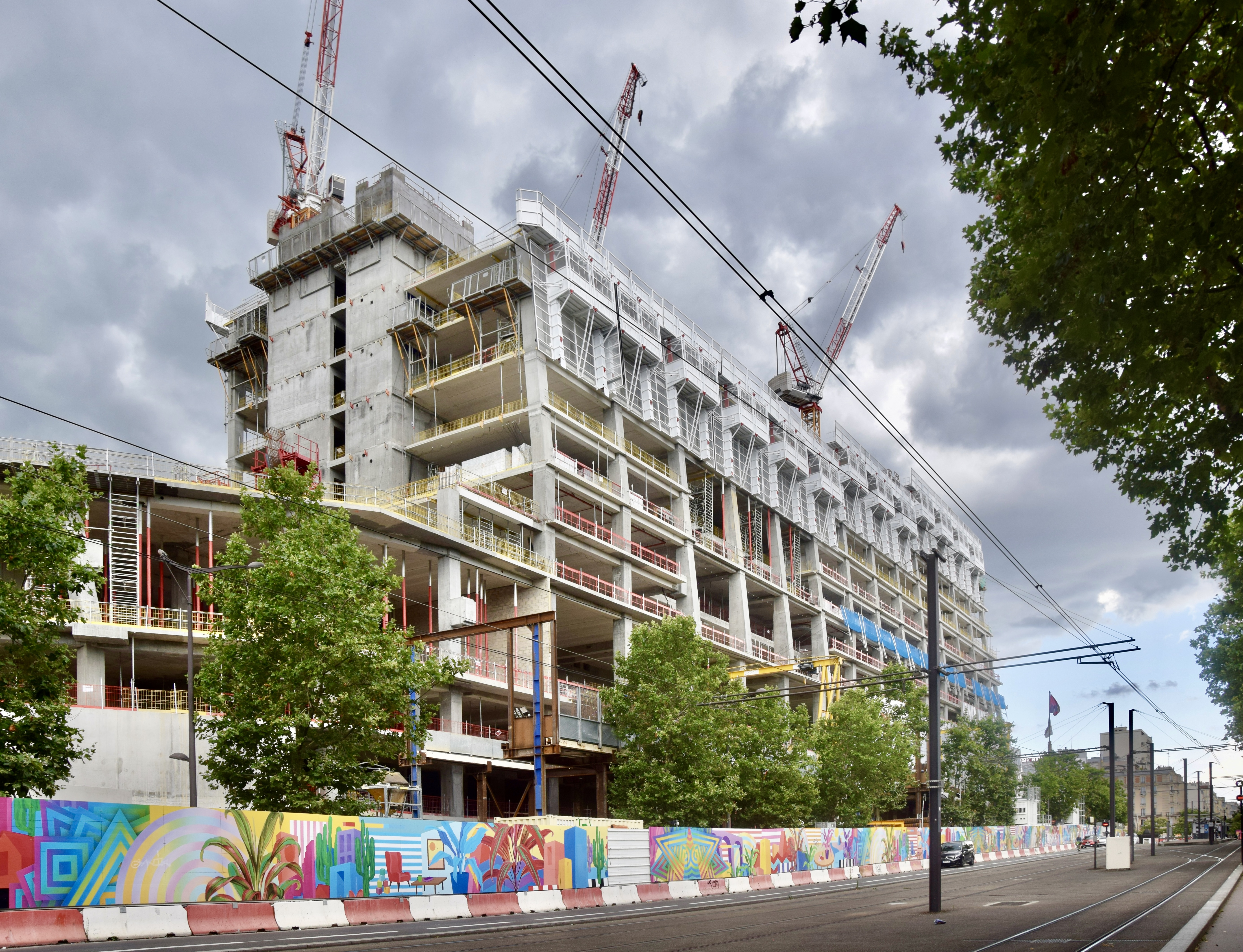
Juillet 2024
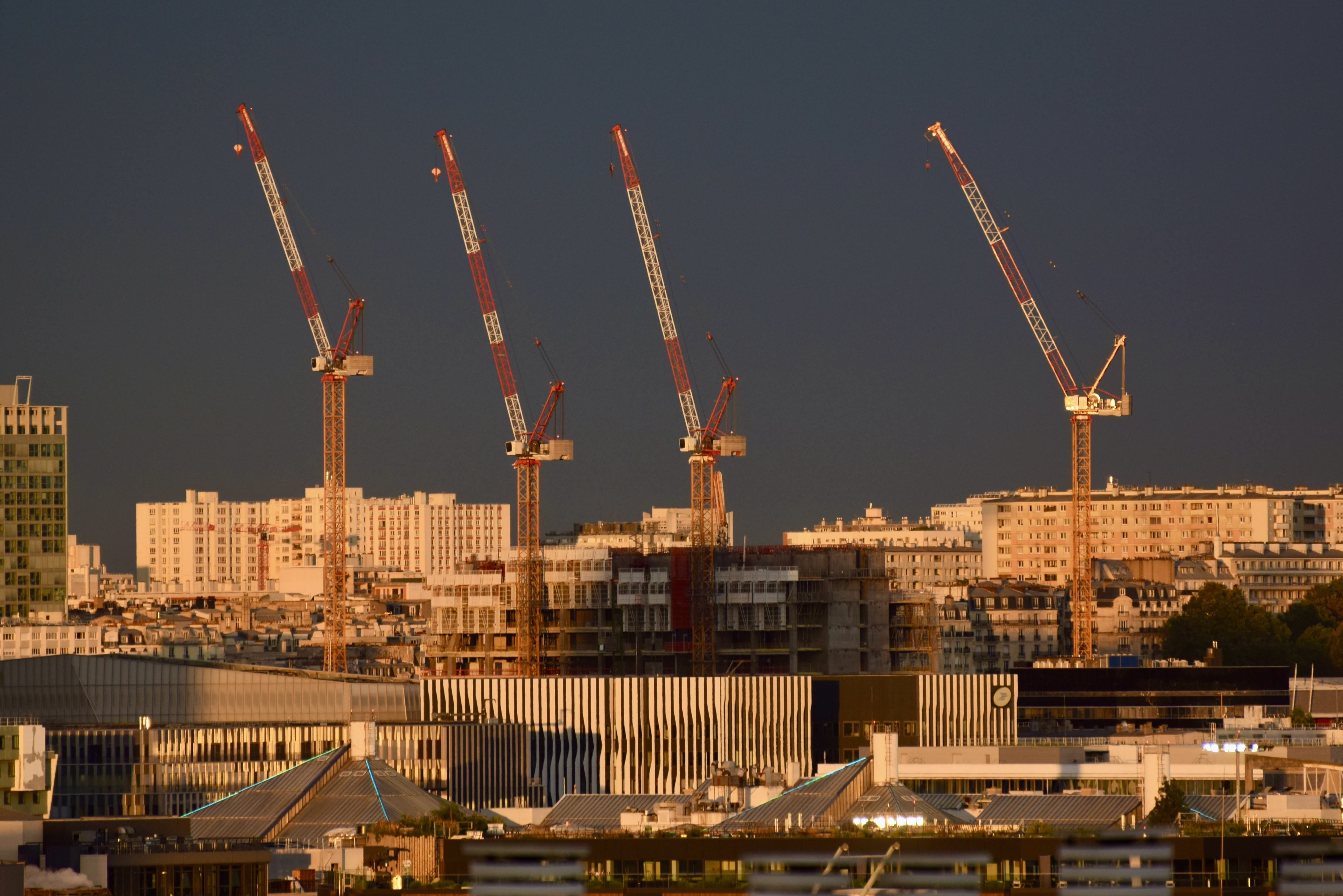
Septembre 2024
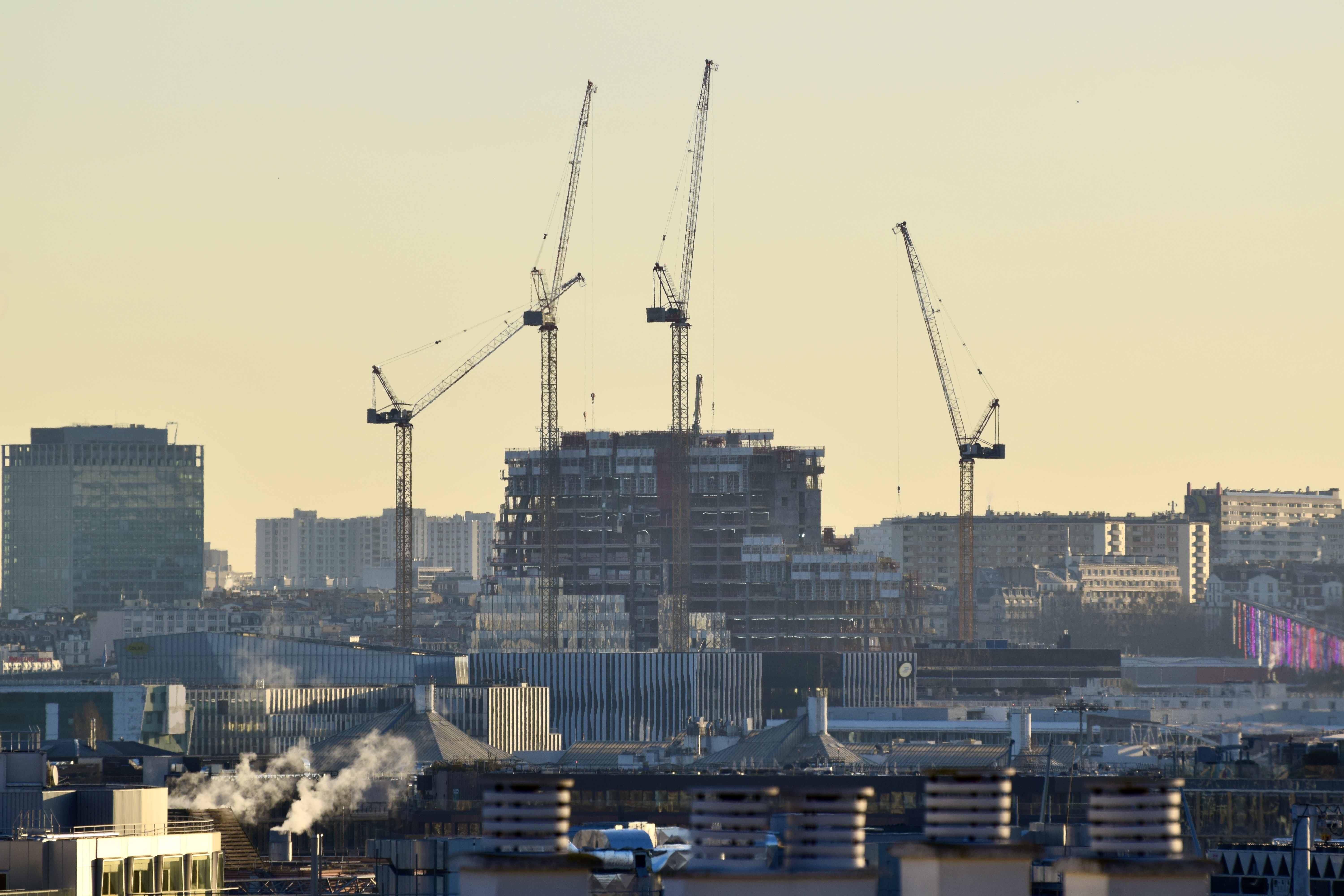
Janvier 2025
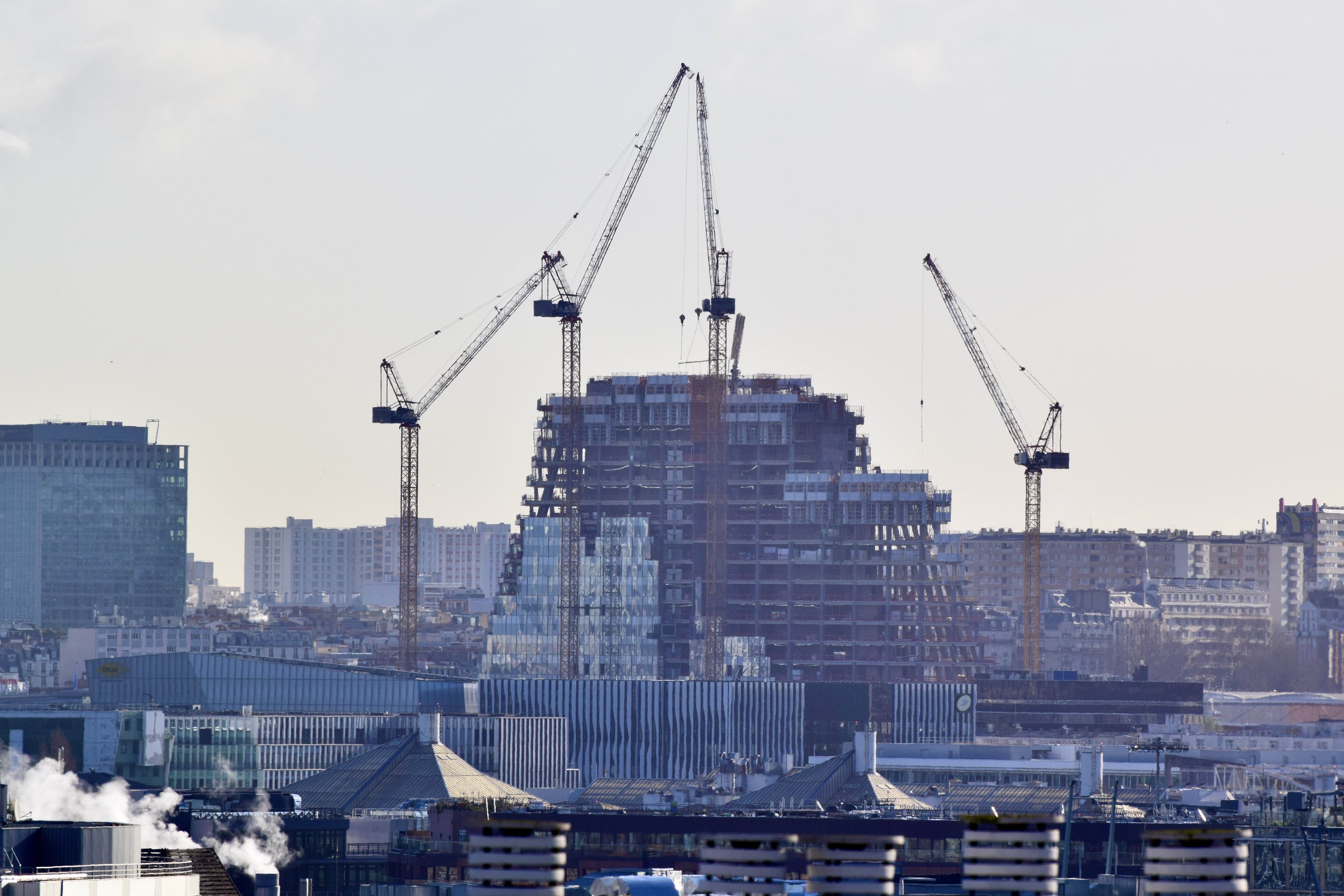
Février 2025